# ستيفن هوبكينز (كاتب)
ستيفن هوبكينز (بالإنجليزية: Stephen Hopkins)‏  (و. 1958  م) هو مخرج أفلام، ومنتج أفلام، وكاتب سيناريو من المملكة المتحدة، والولايات المتحدة، ولد في جامايكا.

## التعليم
تعلم في مدرسة ساتون فالينس ‏.

## جوائز
حصل على جوائز منها:
- جائزة الإيمي برايم تايم.

## وصلات خارجية
- ستيفن هوبكينز على موقع IMDb (الإنجليزية)
- ستيفن هوبكينز على موقع ألو سيني (الفرنسية)
- ستيفن هوبكينز على موقع أول موفي (الإنجليزية)
- ستيفن هوبكينز على موقع بوكس أوفيس موجو (الإنجليزية)
- ستيفن هوبكينز على موقع قاعدة بيانات الأفلام السويدية (السويدية)
- ستيفن هوبكينز على موقع إن إن دي بي (الإنجليزية)
- ستيفن هوبكينز على موقع قاعدة بيانات الفيلم (الإنجليزية)
- ستيفن هوبكينز على موقع كينوبويسك (الروسية)